# Південно-Балицький газопереробний завод
Південно-Балицький газопереробний завод – підприємство нафтогазової промисловості, яке діє у Тюменській області Росії. 
Завод ввели в дію у 1978 році для роботи з супутнім газом Південно-Балицького родовища. Продукцією заводу є стабільний газовий бензин, фракція С3+ (у російській термінології відома як широка фракція легких вуглеводнів, ШФЛУ) і товарний газ. Також виробляють певні обсяги пропан-бутанової фракції, які спрямовують місцевим споживачам за допомогою автотранспорту. 
Первісно річна потужність ГПЗ становила лише 0,5 млрд м3, а після проведених в 1989 та 2007 роках модернізацій збільшилась до 1,5 млрд м3. В 2005-му Південно-Балицький майданчик прийняв на переробку 0,9 млрд м3 газу та випустив 253 тисячі тон ШФЛУ.
З 2008-го на завод також подали ресурс супутнього газу по трубопроводу від Приобського родовища, а в 2009-му черговий етап модернізації ГПЗ довів його потужність до 3 млрд м3 на рік, при цьому обсяги виробництва ШФЛУ можуть досягати 900 тисяч тон.
Першим споживачем товарного газу стала Сургутська ТЕС, а з 2005-го цей ресурс також видається до газопроводу Уренгой – Челябінськ. ШФЛУ подається по перемичці до спеціалізованого продуктопроводу Сургут – Південний Балик – Тобольськ або може вивозитись залізницею через станцію Пить-Ях.